# 金长足虻属
金长足虻属（学名：Chrysosoma）为长足虻科的一个属。

## 下属物种
本属包括以下物种：